# Premio Hugo per il miglior romanzo
Il premio Hugo per il miglior romanzo (Hugo Award for Best Novel) è un premio letterario assegnato annualmente dal 1953 dalla World Science Fiction Society nel corso della Worldcon ad opere di fantascienza o fantasy di lunghezza superiore alle 40.000 parole.

## Vincitori e candidati
I vincitori sono indicati in grassetto. A seguire i finalisti, nell'ordine del sito ufficiale.

### Anni 1953-1959
| Anno | Vincitore                                       | Vincitore                  | Candidati | Candidati                                                     |
| Anno | Opera                                           | Autore                     | Opere | Autori                                                        |
| ---- | ----------------------------------------------- | -------------------------- | --- | ------------------------------------------------------------- |
| 1953 | L'uomo disintegrato (The Demolished Man)        | Alfred Bester              | \ | \                                                             |
| 1954 | Non assegnato                                   | Non assegnato              | Non assegnato | Non assegnato                                                 |
| 1955 | La macchina dell'eternità (The Forever Machine) | Mark Clifton e Frank Riley | \ | \                                                             |
| 1956 | Stella doppia (Double Star)                     | Robert A. Heinlein         | \ | \                                                             |
| 1957 | Non assegnato                                   | Non assegnato              | Non assegnato | Non assegnato                                                 |
| 1958 | Il grande tempo (The Big Time)                  | Fritz Leiber               | \ | \                                                             |
| 1959 | Guerra al grande nulla (A Case of Conscience)   | James Blish                | The Enemy Stars Incognita uomo (Who?) La tuta spaziale (Have Space Suit... Will Travel) Anonima aldilà (Immortality Delivered) | Poul Anderson Algis Budrys Robert A. Heinlein Robert Sheckley |

### Anni 1960-1969
| Anno | Vincitore                    | Vincitore                   | Candidati                                                                             | Candidati                                                                             |
| Anno | Opera                        | Autore                      | Opere                                                                                 | Autori                                                                                |
| ---- | ---------------------------- | --------------------------- | ------------------------------------------------------------------------------------- | ------------------------------------------------------------------------------------- |
| 1960 | Fanteria dello spazio        | Robert A. Heinlein          | Il mercenario di Dorsai I pirati di Zan I dominatori del pensiero Le sirene di Titano | Gordon R. Dickson Murray Leinster Randall Garrett e Laurence M. Janifer Kurt Vonnegut |
| 1961 | Un cantico per Leibowitz     | Walter M. Miller            | Crociata spaziale Il satellite proibito Pianeta impossibile Venere più X              | Poul Anderson Algis Budrys Harry Harrison Theodore Sturgeon                           |
| 1962 | Straniero in terra straniera | Robert A. Heinlein          | Universo senza luce Il pianeta dei dannati Pescatore di stelle Vita con gli automi    | Daniel F. Galouye Harry Harrison Clifford D. Simak James White                        |
| 1963 | La svastica sul sole         | Philip K. Dick              | La spada di Aldones Polvere di Luna Il piccolo popolo Sylva                           | Marion Zimmer Bradley Arthur C. Clarke H. Beam Piper Vercors                          |
| 1964 | La casa dalle finestre nere  | Clifford D. Simak           | La via della gloria Il mondo delle streghe Dune World Ghiaccio-nove                   | Robert A. Heinlein Andre Norton Frank Herbert Kurt Vonnegut                           |
| 1965 | Novilunio                    | Fritz Leiber                | Il telepatico Davy, l'eretico L'uomo che comprò la Terra                              | John Brunner Edgar Pangborn Cordwainer Smith                                          |
| 1966 | Dune Io, l'immortale         | Frank Herbert Roger Zelazny | La scacchiera La Luna è una severa maestra L'Allodola DuQuesne                        | John Brunner Robert A. Heinlein Edward E. Smith                                       |
| 1967 | La Luna è una severa maestra | Robert A. Heinlein          | Babel-17 La stanza chiusa Fiori per Algernon Le streghe di Karres Day of the Minotaur | Samuel R. Delany Randall Garrett Daniel Keyes James H. Schmitz Thomas Burnett Swann   |
| 1968 | Signore della luce           | Roger Zelazny               | Einstein perduto Chthon The Butterfly Kid Brivido crudele                             | Samuel R. Delany Piers Anthony Chester Anderson Robert Silverberg                     |
| 1969 | Tutti a Zanzibar             | John Brunner                | Rito di passaggio Nova Maestro del passato Tempo senza tempo                          | Alexei Panshin Samuel R. Delany R. A. Lafferty Clifford D. Simak                      |

### Anni 1970-1979
| Anno | Vincitore                      | Vincitore          | Candidati                                                                                           | Candidati                                                                                 |
| Anno | Opera                          | Autore             | Opere                                                                                               | Autori                                                                                    |
| ---- | ------------------------------ | ------------------ | --------------------------------------------------------------------------------------------------- | ----------------------------------------------------------------------------------------- |
| 1970 | La mano sinistra delle tenebre | Ursula K. Le Guin  | Il paradosso del passato Macroscopio Mattatoio n. 5 Jack Barron e l'eternità                        | Robert Silverberg Piers Anthony Kurt Vonnegut Norman Spinrad                              |
| 1971 | Burattinai nel cosmo           | Larry Niven        | Tau Zero Torre di cristallo L'anno del sole quieto Luce di stelle                                   | Poul Anderson Robert Silverberg Wilson Tucker Hal Clement                                 |
| 1972 | Il fiume della vita            | Philip José Farmer | La falce dei cieli I dragonieri di Pern Jack delle ombre Il tempo delle metamorfosi                 | Ursula K. Le Guin Anne McCaffrey Roger Zelazny Robert Silverberg                          |
| 1973 | Neanche gli dei                | Isaac Asimov       | La macchina di D.I.O. Tempo verrà Vacanze nel deserto Morire Dentro La scelta degli dei             | David Gerrold Poul Anderson Robert Silverberg Clifford D. Simak                           |
| 1974 | Incontro con Rama              | Arthur C. Clarke   | Lazarus Long l'immortale Il difensore Il popolo del vento ... per proteggere l'uomo dal male        | Robert A. Heinlein Larry Niven Poul Anderson David Gerrold                                |
| 1975 | I reietti dell'altro pianeta   | Ursula K. Le Guin  | L'età del fuoco Scorrete lacrime, disse il poliziotto La strada delle stelle Il mondo alla rovescia | Poul Anderson Philip K. Dick Larry Niven e Jerry Pournelle Christopher Priest             |
| 1976 | Guerra eterna                  | Joe Haldeman       | Le rocce dell'Impero Questo è l'inferno Connessione computer L'uomo stocastico                      | Roger Zelazny Larry Niven e Jerry Pournelle Alfred Bester Robert Silverberg               |
| 1977 | Gli eredi della Terra          | Kate Wilhelm       | Ponte mentale I figli di Dune Uomo più Shadrak nella fornace                                        | Joe Haldeman Frank Herbert Frederik Pohl Robert Silverberg                                |
| 1978 | La porta dell'infinito         | Frederik Pohl      | La torre proibita Lucifer's Hammer Le nebbie del tempo La luce morente                              | Marion Zimmer Bradley Larry Niven e Jerry Pournelle Gordon R. Dickson George R. R. Martin |
| 1979 | Il serpente dell'oblio         | Vonda N. McIntyre  | Il drago bianco I mondi del sole morente I: Kesrith Le voci cieche                                  | Anne McCaffrey C. J. Cherryh Tom Reamy                                                    |

### Anni 1980-1989
| Anno | Vincitore                 | Vincitore        | Candidati | Candidati                                                                     |
| Anno | Opera                     | Autore           | Opere | Autori                                                                        |
| ---- | ------------------------- | ---------------- | --- | ----------------------------------------------------------------------------- |
| 1980 | Le fontane del Paradiso   | Arthur C. Clarke | Titano Il pianeta Jem Libro Terzo: L'arpista del vento Le ali della mente                                           | John Varley Frederik Pohl Patricia A. McKillip Thomas M. Disch                |
| 1981 | La regina delle nevi      | Joan D. Vinge    | Il castello di Lord Valentine Il segreto dei costruttori di Ringworld Oltre l'orizzonte azzurro Nel segno di Titano | Robert Silverberg Larry Niven Frederik Pohl John Varley                       |
| 1982 | La Lega dei mondi ribelli | C. J. Cherryh    | L'artiglio del conciliatore La terra dai molti colori Il Papa definitivo Little, Big                                | Gene Wolfe Julian May Clifford D. Simak John Crowley                          |
| 1983 | L'orlo della Fondazione   | Isaac Asimov     | L'orgoglio di Chanur 2010: Odissea due Operazione domani Geta La spada del littore                                  | C. J. Cherryh Arthur C. Clarke Robert A. Heinlein Donald Kingsbury Gene Wolfe |
| 1984 | Le maree di Kithrup       | David Brin       | Tea with the Black Dragon Millennium Moreta, la signora dei draghi I robot dell'alba                                | R. A. MacAvoy John Varley Anne McCaffrey Isaac Asimov                         |
| 1985 | Neuromante                | William Gibson   | Émergence Quando scoppiò la pace Il pianeta del miraggio Il popolo dell'anello                                      | David R. Palmer Vernor Vinge Robert A. Heinlein Larry Niven                   |
| 1986 | Il gioco di Ender         | Orson Scott Card | Stirpe di alieno Il simbolo della rinascita Il giorno dell'invasione La musica del sangue                           | C. J. Cherryh David Brin Larry Niven e Jerry Pournelle Greg Bear              |
| 1987 | Il riscatto di Ender      | Orson Scott Card | Sfida al cielo Giù nel ciberspazio I naufraghi del tempo Genesi nera                                                | Bob Shaw William Gibson Vernor Vinge L. Ron Hubbard                           |
| 1988 | I signori di Garth        | David Brin       | Senza tregua Il settimo figlio L'ultimatum Urth del «Nuovo Sole»                                                    | George Alec Effinger Orson Scott Card Greg Bear Gene Wolfe                    |
| 1989 | Cyteen                    | C. J. Cherryh    | Il profeta dalla pelle rossa Gravità zero Isole nella Rete Monna Lisa Cyberpunk                                     | Orson Scott Card Lois McMaster Bujold Bruce Sterling William Gibson           |

### Anni 1990-1999
| Anno | Vincitore                               | Vincitore                  | Candidati                                                                                         | Candidati                                                                |
| Anno | Opera                                   | Autore                     | Opere                                                                                             | Autori                                                                   |
| ---- | --------------------------------------- | -------------------------- | ------------------------------------------------------------------------------------------------- | ------------------------------------------------------------------------ |
| 1990 | Hyperion                                | Dan Simmons                | Programma fenice Alvin l'apprendista Gli immortali Pianeta di caccia                              | George Alec Effinger Orson Scott Card Poul Anderson Sheri S. Tepper      |
| 1991 | Il gioco dei Vor                        | Lois McMaster Bujold       | Terra La caduta di Hyperion Progetto diaspora La regina degli angeli                              | David Brin Dan Simmons M.P. Kube McDowell Greg Bear                      |
| 1992 | Barrayar                                | Lois McMaster Bujold       | Bone Dance Nel tempo di Pern La regina dell'estate Ender III - Xenocidio Domani il mondo cambierà | Emma Bull Anne McCaffrey Joan D. Vinge Orson Scott Card Michael Swanwick |
| 1993 | Universo incostante L'anno del contagio | Vernor Vinge Connie Willis | Il rosso di Marte Angeli di seta La spiaggia d'acciaio                                            | Kim Stanley Robinson Maureen F. McHugh John Varley                       |
| 1994 | Il verde di Marte                       | Kim Stanley Robinson       | Marte in fuga Mendicanti di Spagna Glory Season Luce virtuale                                     | Greg Bear Nancy Kress David Brin William Gibson                          |
| 1995 | I due Vorkosigan                        | Lois McMaster Bujold       | Sistema virtuale XV Mendicanti e superuomini Fragili stagioni L'ultimo viaggio di Dio             | John Barnes Nancy Kress Michael Bishop James Morrow                      |
| 1996 | L'era del diamante                      | Neal Stephenson            | L'incognita tempo Il pianeta proibito Killer on-line Strani occhi                                 | Stephen Baxter David Brin Robert J. Sawyer Connie Willis                 |
| 1997 | Il blu di Marte                         | Kim Stanley Robinson       | Memory Non umano Starplex Fuoco sacro                                                             | Lois McMaster Bujold Elizabeth Moon Robert J. Sawyer Bruce Sterling      |
| 1998 | Pace eterna                             | Joe Haldeman               | Città di fuoco e La città e l'abisso Il risveglio di Endymion Mutazione pericolosa Jack Faust     | Walter Jon Williams Dan Simmons Robert J. Sawyer Michael Swanwick        |
| 1999 | To Say Nothing of the Dog               | Connie Willis              | Children of God Darwinia Caos USA I transumani                                                    | Mary Doria Russell Robert Charles Wilson Bruce Sterling Robert J. Sawyer |

### Anni 2000-2009
| Anno | Vincitore                            | Vincitore             | Candidati                                                                                        | Candidati                                                                           |
| Anno | Opera                                | Autore                | Opere                                                                                            | Autori                                                                              |
| ---- | ------------------------------------ | --------------------- | ------------------------------------------------------------------------------------------------ | ----------------------------------------------------------------------------------- |
| 2000 | Quando la luce tornerà               | Vernor Vinge          | Guerra di strategie Cryptonomicon Il risveglio di Erode Harry Potter e il prigioniero di Azkaban | Lois McMaster Bujold Neal Stephenson Greg Bear J. K. Rowling                        |
| 2001 | Harry Potter e il calice di fuoco    | J. K. Rowling         | Tempesta di spade L'equazione di Dio The Sky Road Il pianeta di mezzanotte                       | George R. R. Martin Robert J. Sawyer Ken MacLeod Nalo Hopkinson                     |
| 2002 | American Gods                        | Neil Gaiman           | L'ombra della maledizione Passage Perdido Street Station The Chronoliths Cosmonaut Keep          | Lois McMaster Bujold Connie Willis China Miéville Robert Charles Wilson Ken MacLeod |
| 2003 | La genesi della specie               | Robert J. Sawyer      | Kiln People Ossa della Terra La città delle navi Gli anni del riso e del sale                    | David Brin Michael Swanwick China Miéville Kim Stanley Robinson                     |
| 2004 | La messaggera delle anime            | Lois McMaster Bujold  | Ilium Singularity Sky Blind Lake Fuga dal pianeta degli umani                                    | Dan Simmons Charles Stross Robert Charles Wilson Robert J. Sawyer                   |
| 2005 | Jonathan Strange & il signor Norrell | Susanna Clarke        | Il fiume degli dei The Algebraist L'alba del disastro Il treno degli dèi                         | Ian McDonald Iain Banks Charles Stross China Miéville                               |
| 2006 | Spin                                 | Robert Charles Wilson | Learning the World Il banchetto dei corvi Morire per vivere Accelerando                          | Ken MacLeod George R. R. Martin John Scalzi Charles Stross                          |
| 2007 | Alla fine dell'arcobaleno            | Vernor Vinge          | Glasshouse Temeraire: il drago di sua maestà Eifelheim Blindsight                                | Charles Stross Naomi Novik Michael Flynn Peter Watts                                |
| 2008 | Il sindacato dei poliziotti yiddish  | Michael Chabon        | L'ultima colonia Halting State Rollback Brasyl                                                   | John Scalzi Charles Stross Robert J. Sawyer Ian McDonald                            |
| 2009 | Il figlio del cimitero               | Neil Gaiman           | Little Brother Anathem Saturn's Children Zoe's Tale                                              | Cory Doctorow Neal Stephenson Charles Stross John Scalzi                            |

### Anni 2010-2019
| Anno | Vincitore                                | Vincitore                       | Candidati | Candidati                                                                     |
| Anno | Opera                                    | Autore                          | Opere | Autori                                                                        |
| ---- | ---------------------------------------- | ------------------------------- | --- | ----------------------------------------------------------------------------- |
| 2010 | La ragazza meccanica La città e la città | Paolo Bacigalupi China Miéville | Boneshaker WWW 1: Risveglio Julian Comstock Palimpsest                                                       | Cherie Priest Robert J. Sawyer Robert Charles Wilson Catherynne M. Valente    |
| 2011 | Blackout/All Clear                       | Connie Willis                   | La criocamera di Vorkosigan Feed I centomila regni The Dervish House                                         | Lois McMaster Bujold Mira Grant N. K. Jemisin Ian McDonald                    |
| 2012 | Un altro mondo                           | Jo Walton                       | Una danza con i draghi Deadline Embassytown Leviathan - Il risveglio                                         | George R. R. Martin Mira Grant China Miéville James S. A. Corey               |
| 2013 | Uomini in rosso                          | John Scalzi                     | 2312 Blackout Il segno dell'alleanza Il trono della luna crescente                                           | Kim Stanley Robinson Mira Grant Lois McMaster Bujold Saladin Ahmed            |
| 2014 | Ancillary Justice - La vendetta di Breq  | Ann Leckie                      | Neptune's Brood Parasite Warbound La Ruota del Tempo                                                         | Charles Stross Mira Grant Larry Correia Robert Jordan (con Brandon Sanderson) |
| 2015 | Il problema dei tre corpi                | Liu Cixin                       | The Goblin Emperor Ancillary Sword - La stazione di Athoek Skin Game The Dark Between the Stars              | Katherine Addison Ann Leckie Jim Butcher Kevin J. Anderson                    |
| 2016 | La quinta stagione                       | N. K. Jemisin                   | Cuore oscuro Ancillary Mercy Seveneves The Cinder Spires: The Aeronaut's Windlass                            | Naomi Novik Ann Leckie Neal Stephenson Jim Butcher                            |
| 2017 | Il portale degli obelischi               | N. K. Jemisin                   | Tutti gli uccelli nel cielo L'orbita ordinaria Nella quarta dimensione Ninefox Gambit Too Like the Lightning | Charlie Jane Anders Becky Chambers Liu Cixin Yoon Ha Lee Ada Palmer           |
| 2018 | Il cielo di pietra                       | N. K. Jemisin                   | Il collasso dell'Impero New York 2140 Provenance Raven Stratagem I sei cloni                                 | John Scalzi Kim Stanley Robinson Ann Leckie Yoon Ha Lee Mur Lafferty          |
| 2019 | The Calculating Stars                    | Mary Robinette Kowal            | Record of a Spaceborn Few Revenant Gun Spinning Silver Trail of Lightning Space Opera                        | Becky Chambers Yoon Ha Lee Naomi Novik Rebecca Roanhorse Catheryne M. Valente |

### Anni 2020-
| Anno | Vincitore                  | Vincitore      | Candidati | Candidati                                                                        |
| Anno | Opera                      | Autore         | Opere | Autori                                                                           |
| ---- | -------------------------- | -------------- | --- | -------------------------------------------------------------------------------- |
| 2020 | Un ricordo chiamato impero | Arkady Martine | The City in the Middle of the Night Gideon la Nona The Light Brigade Middlegame Le diecimila porte di January         | Charlie Jane Anders Tamsyn Muir Kameron Hurley Seanan McGuire Alix E. Harrow     |
| 2021 | Network Effect             | Martha Wells   | Black Sun La città che siamo diventati Harrow la Nona Piranesi The Relentless Moon                                    | Rebecca Roanhorse N. K. Jemisin Tamsyn Muir Susanna Clarke Mary Robinette Kowal  |
| 2022 | A Desolation Called Peace  | Arkady Martine | The Galaxy, and the Ground Within Luce dalle altre stelle A Master of Djinn Project Hail Mary Lei che divenne il sole | Becky Chambers Ryka Aoki P. Djèlí Clark Andy Weir Shelley Parker-Chan            |
| 2023 | Nettle & Bone              | T. Kingfisher  | The Daughter of Doctor Moreau The Kaiju Preservation Society Legends & Lattes Nona la Nona The Spare Man              | Silvia Moreno-Garcia John Scalzi Travis Baldree Tamsyn Muir Mary Robinette Kowal |
| 2024 | Some Desperate Glory       | Emily Tesh     | The Adventures of Amina al-Sirafi The Saint of Bright Doors L'eredità di Charlie Translation State Witch King         | Shannon Chakraborty Vajra Chandrasekera John Scalzi Ann Leckie Martha Wells      |

## Retro Hugo
I premi Retro Hugo vengono assegnati 50 anni dopo rispetto ad anni in cui la Worldcon non assegnò il premio.
Alla convention del 1957 non venne assegnato il premio per il Miglior romanzo ma vennero consegnati gli Hugo nelle altre categorie, per questo motivo nel 2007 non è stato assegnato il Retro Hugo per l'anno 1957.
| Anno        | Vincitore             | Vincitore          | Candidati | Candidati                                                                                             |
| Anno        | Opera                 | Autore             | Opere | Autori                                                                                                |
| ----------- | --------------------- | ------------------ | --- | --- |
| 1939 (2014) | La spada nella roccia | T. H. White        | Carson di Venere Pattuglia galattica La legione del tempo Lontano dal pianeta silenzioso                           | Edgar Rice Burroughs E. E. Smith Jack Williamson C. S. Lewis                                          |
| 1941 (2016) | Slan                  | A. E. van Vogt     | Gray Lensman The Ill-Made Knight Kallocaina L'impero dell'oscuro                                                   | E. E. Smith T. H. White Karin Boye Jack Williamson                                                    |
| 1943 (2018) | Oltre l'orizzonte     | Robert A. Heinlein | Darkness and the Light Il cervello di Donovan Islandia I nuovi Lensmen The Uninvited                               | Olaf Stapledon Curt Siodmak Austin Tappan Wright E. E. Smith Dorothy Macardle                         |
| 1944 (2019) | Ombre del male        | Fritz Leiber       | L'ultima cittadella della Terra L'alba delle tenebre Il gioco delle perle di vetro Perelandra Hedrock, l'immortale | C. L. Moore (con Henry Kuttner) Fritz Leiber Hermann Hesse C. S. Lewis A. E. van Vogt                 |
| 1945 (2020) | E su Marte dominerai  | Leigh Brackett     | Il vello d'oro Land of Terror Sirius The Wind on the Moon Anno Venticinquemila                                     | Robert Graves Edgar Rice Burroughs Olaf Stapledon Eric Linklater A. E. van Vogt (con Edna Mayne Hull) |
| 1946 (1996) | Il Mulo               | Isaac Asimov       | Anno 2650 Quell'orribile forza I tre tempi del destino Red Sun of Danger                                           | A. E. van Vogt C. S. Lewis Fritz Leiber Edmond Hamilton (come Brett Sterling)                         |
| 1951 (2001) | Pionieri dello spazio | Robert A. Heinlein | Paria dei cieli Il leone, la strega e l'armadio Il dono del pianeta segreto Il crepuscolo della Terra              | Isaac Asimov C. S. Lewis E. E. Smith Jack Vance                                                       |
| 1954 (2004) | Fahrenheit 451        | Ray Bradbury       | Le guide del tramonto Stella doppia 61 Cygni Abissi d'acciaio Nascita del superuomo                                | Arthur C. Clarke Hal Clement Isaac Asimov Theodore Sturgeon                                           |

## Plurivincitori
- Il segno * indica la vittoria di un Retro Hugo
- L'anno scritto in corsivo indica un premio condiviso

| Vincitore            | Vittorie | Anni                                 |
| -------------------- | -------- | ------------------------------------ |
| Robert A. Heinlein   | 6        | 1943*, 1951*, 1956, 1960, 1962, 1967 |
| Lois McMaster Bujold | 4        | 1991, 1992, 1995, 2004               |
| Isaac Asimov         | 3        | 1946*, 1973, 1983                    |
| Vernor Vinge         | 3        | 1993, 2000, 2007                     |
| Connie Willis        | 3        | 1993, 1999, 2011                     |
| N. K. Jemisin        | 3        | 2016, 2017, 2018                     |
| Fritz Leiber         | 2        | 1958, 1965                           |
| Ursula K. Le Guin    | 2        | 1970, 1975                           |
| Arthur C. Clarke     | 2        | 1974, 1980                           |
| David Brin           | 2        | 1984, 1988                           |
| Orson Scott Card     | 2        | 1986, 1987                           |
| C. J. Cherryh        | 2        | 1982, 1989                           |
| Kim Stanley Robinson | 2        | 1994, 1997                           |
| Joe Haldeman         | 2        | 1976, 1998                           |
| Neil Gaiman          | 2        | 2002, 2009                           |
| Arkady Martine       | 2        | 2020, 2022                           |